# Comuna 10 (Cali)
La Comuna 10 de Cali está ubicada en el suroriente de la ciudad. Limita al norte con la Comuna 9, al sur con la Comuna 17, al oriente con la Comuna 11 y al occidente con la Comuna 19.

## Barrios
La comuna 10 está construida por 21 barrios y sectores los cuales son:
| - Departamental - Panamericano - Pasoancho - Jorge Zawadsky - Santo Domingo - La Selva - El Guabal - San Judas Tadeo I - San Judas Tadeo II - Olímpico | - El Dorado - Colseguros - Andes - Santa Elena - La Libertad - Cristóbal Colón - Las Acacias - San Cristóbal - Villaepal - Los Laureles - Las Granjas |

## Principales avenidas
Las Avenidas más importántes que recorren la comuna 10 son:
- Avenida Pasoancho
- Autopista Sur o Autopista Suroriental
- Avenida Cañas Gordas
- Calle 16
- Calle 14
- Carrera 39
- Carrera 44
- Carrera 50
- Calle 23 y Calle 26
- Autopista Simón Bolívar

## Sistema Integrado de Transporte MasivoMIO
La comuna 10 al igual que otras comunas de Cali, no poseen ningún Corredor Troncal del MIO. Sin embargo esta comuna es atravesada por tres líneas pretroncales de este mismo sistema, las calles son:
- Autopista Sur Ruta P21c o P74.
- Avenida Pasoancho Rutas P21E
- Calle 25.
- Carrera 44 Rutas P47A Y P47B.
- Calle 14 Rutas P60B Y P60D
- Calle 16 Ruta P60D.

Estas líneas serán atendidas por buses de padrón con capacidad para transportar 50 pasajeros a las terminales intermedias.

## Sitios de interés
Entre los sitios destacados que tiene la comuna 10 son:
- Clínica Cruz Blanca
- Centro Comercial Pryca
- Oasis del Seguro Social Antonio Nariño
- Galería Santa Elena
- Almacenes HERPO